# Язловецький палац
Язловецький палац — пам'ятка архітектури національного значення в Язловці Чортківського району Тернопільської області (охоронний номер 1575). Збудований у 1644—1659 роках, реконструйований у XVIII столітті.

## Архітектура

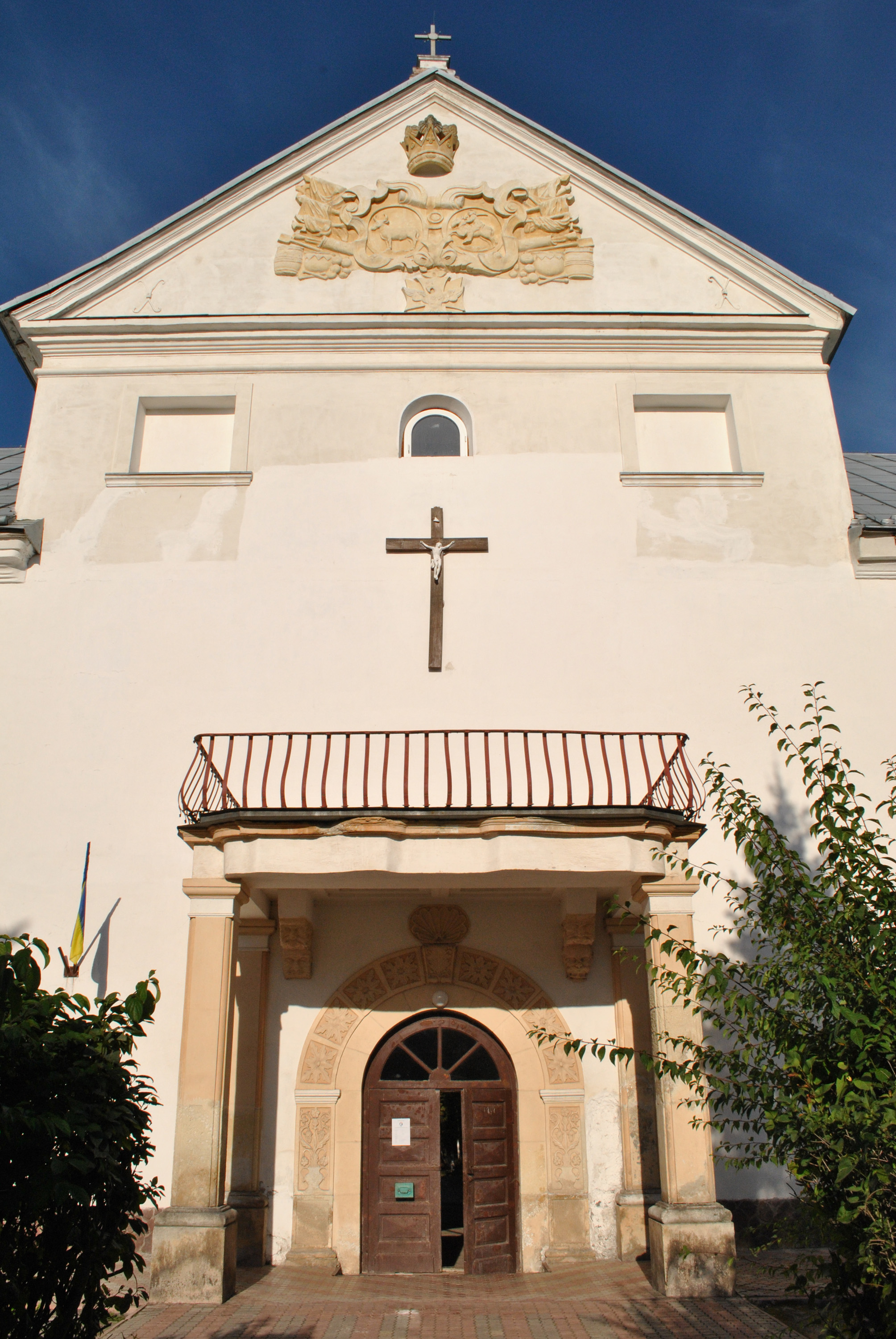
Головний портал палацу з боку двору

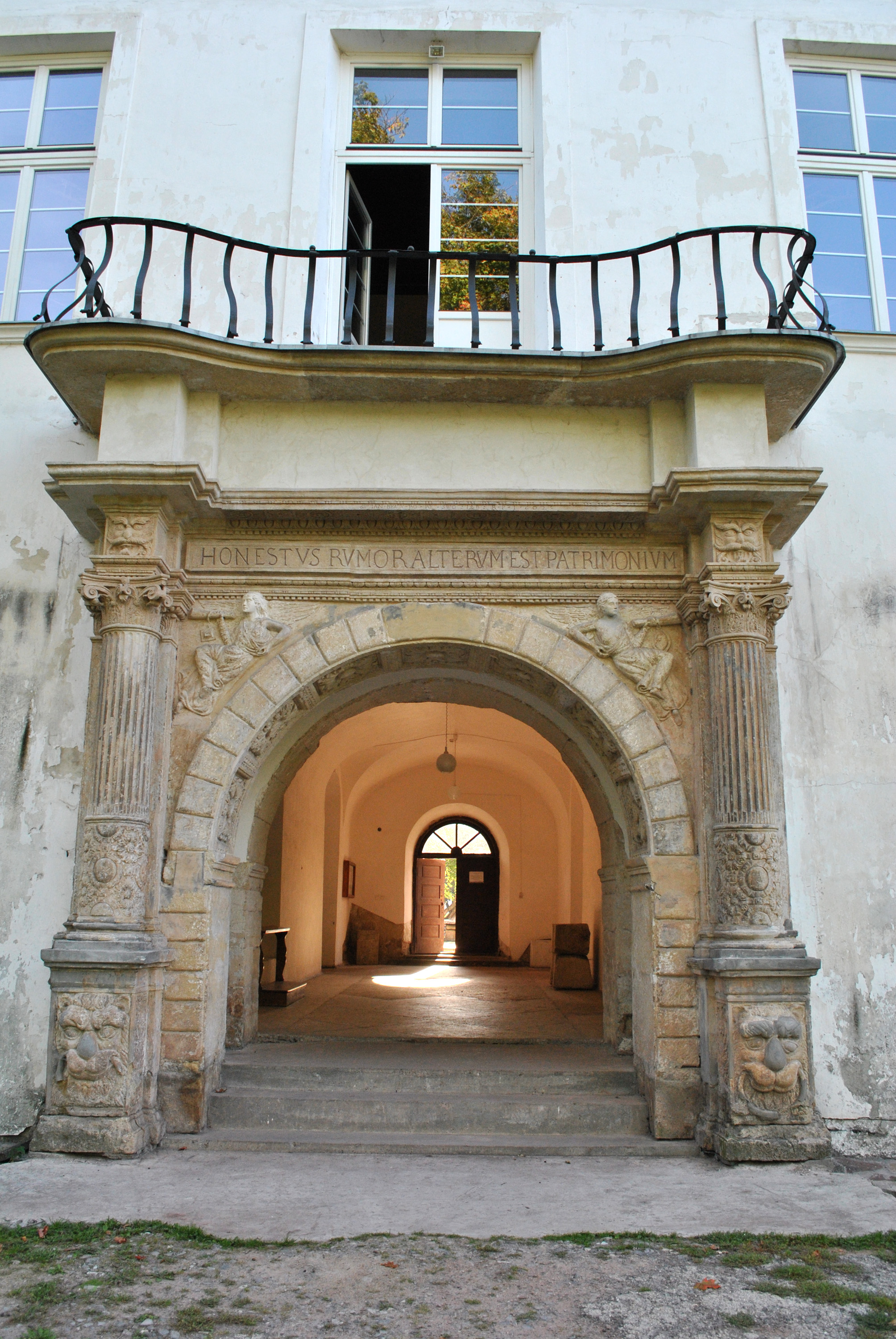
Головний портал палацу з боку саду

Палац збудований з каменю і цегли, має П-подібний вигляд. Великий парадний двір-курдонер розкривається у бік замку і з'єднується наскрізним проїздом з парком.
Споруда триповерхова. Проїзд перекрито напівциркульним склепінням із розпалубками, в XVII ст. служив головним в'їздом у замок, оформлений з боку головного і паркового фасадів порталами, що поєднують ренесансно-барокові риси.
Особливою пишністю відрізняється портал палацу з боку паркового фасаду. Його широка напівциркульна арка рустована, об'ємно виділена на стінах двома напівколонами іонічного ордера і рельєфними зображеннями алегорій і масок. Центральна осьова частина будівлі підвищена третім поверхом і завершена по обох фасадах трикутними щипцями з гербами і атрибутами геральдичної тематики в бубнах.
Палац передає характерні періоди розвитку оборонної та палацової архітектури Поділля XVII—XIX ст.

## Історія

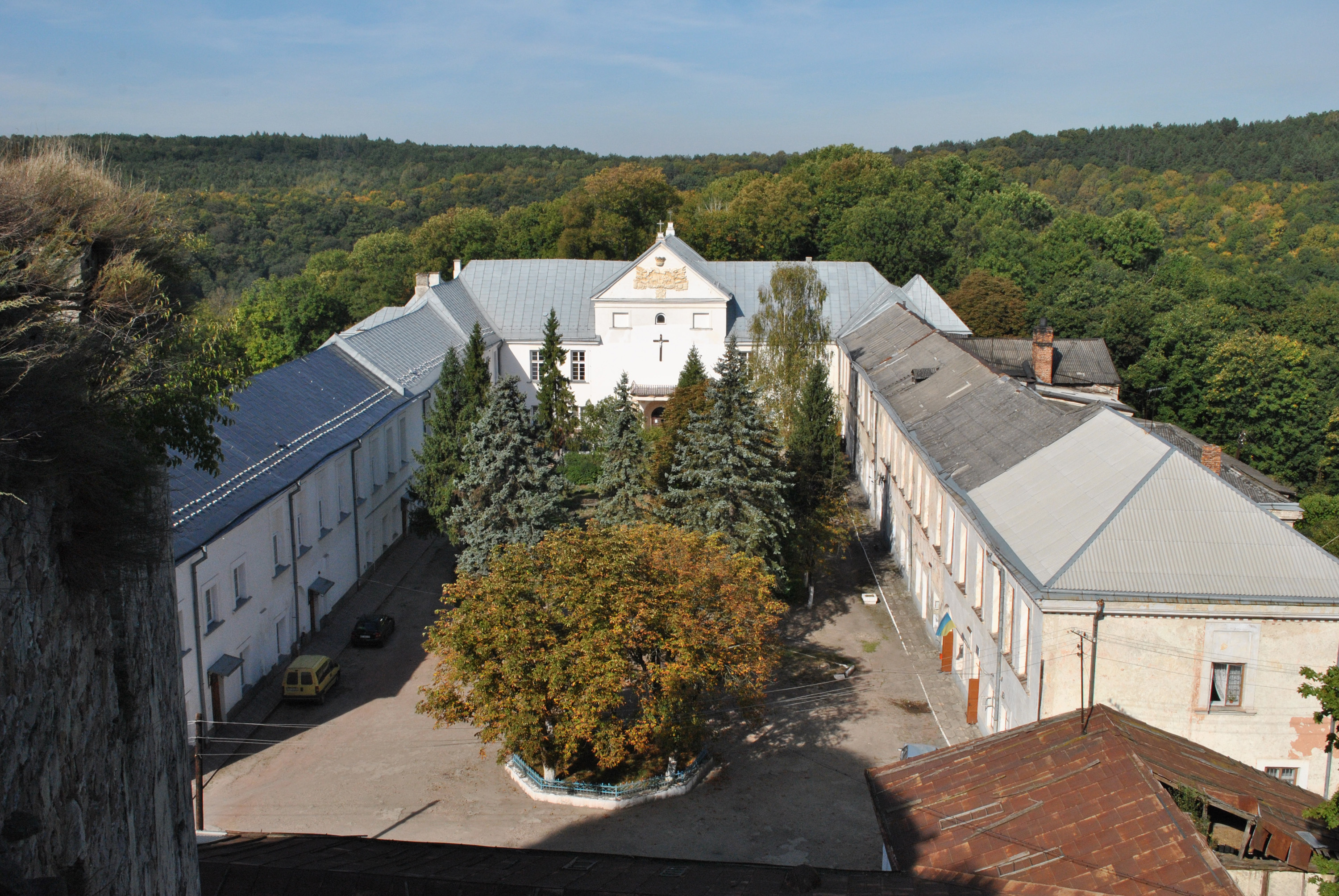
Язловецький палац, вигляд із замкової вежі

Верхній та Нижній замки в Язловці (XVII ст.). Автор реконструкції — Ігор Качор

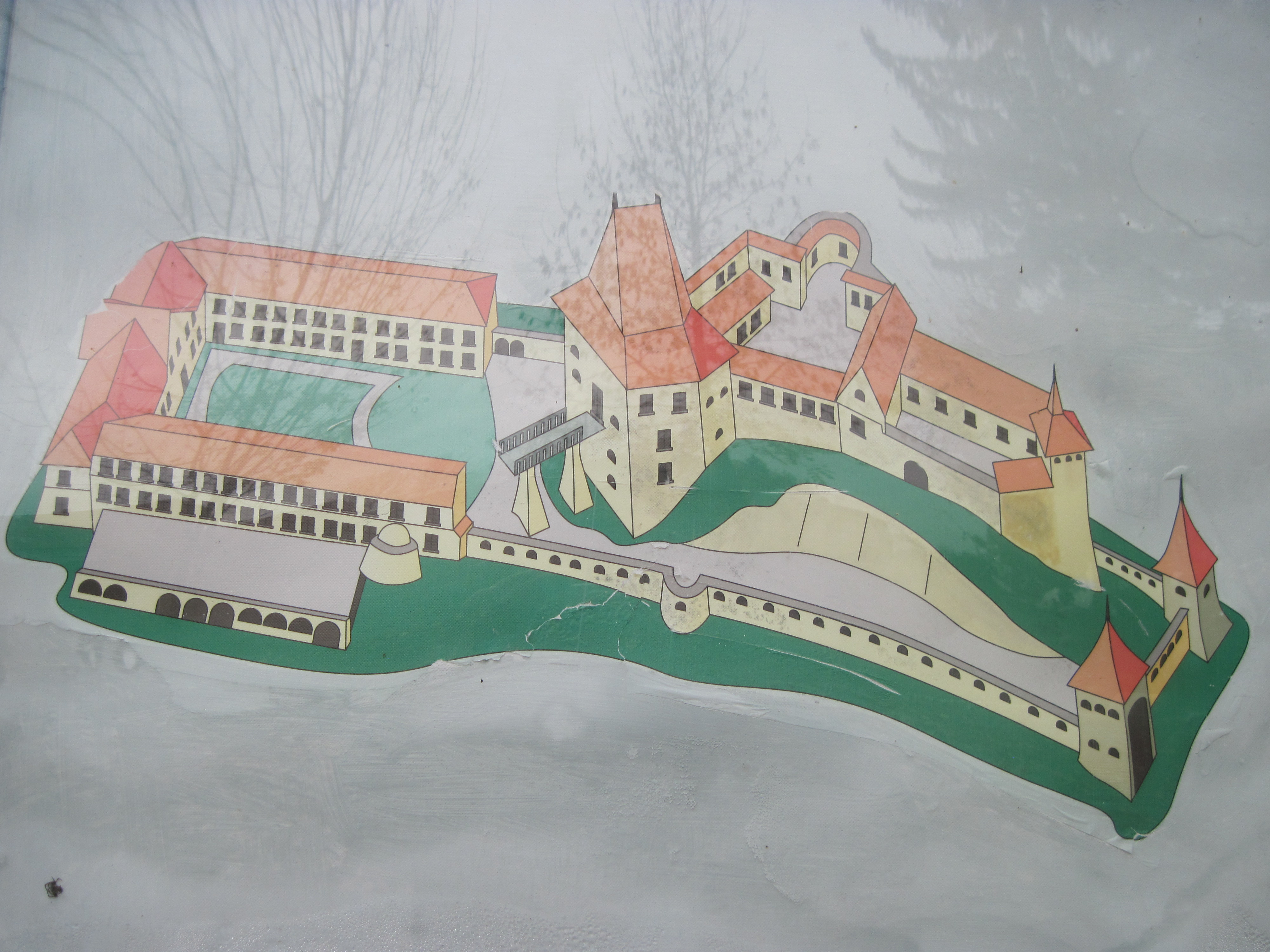
План замку Язловця

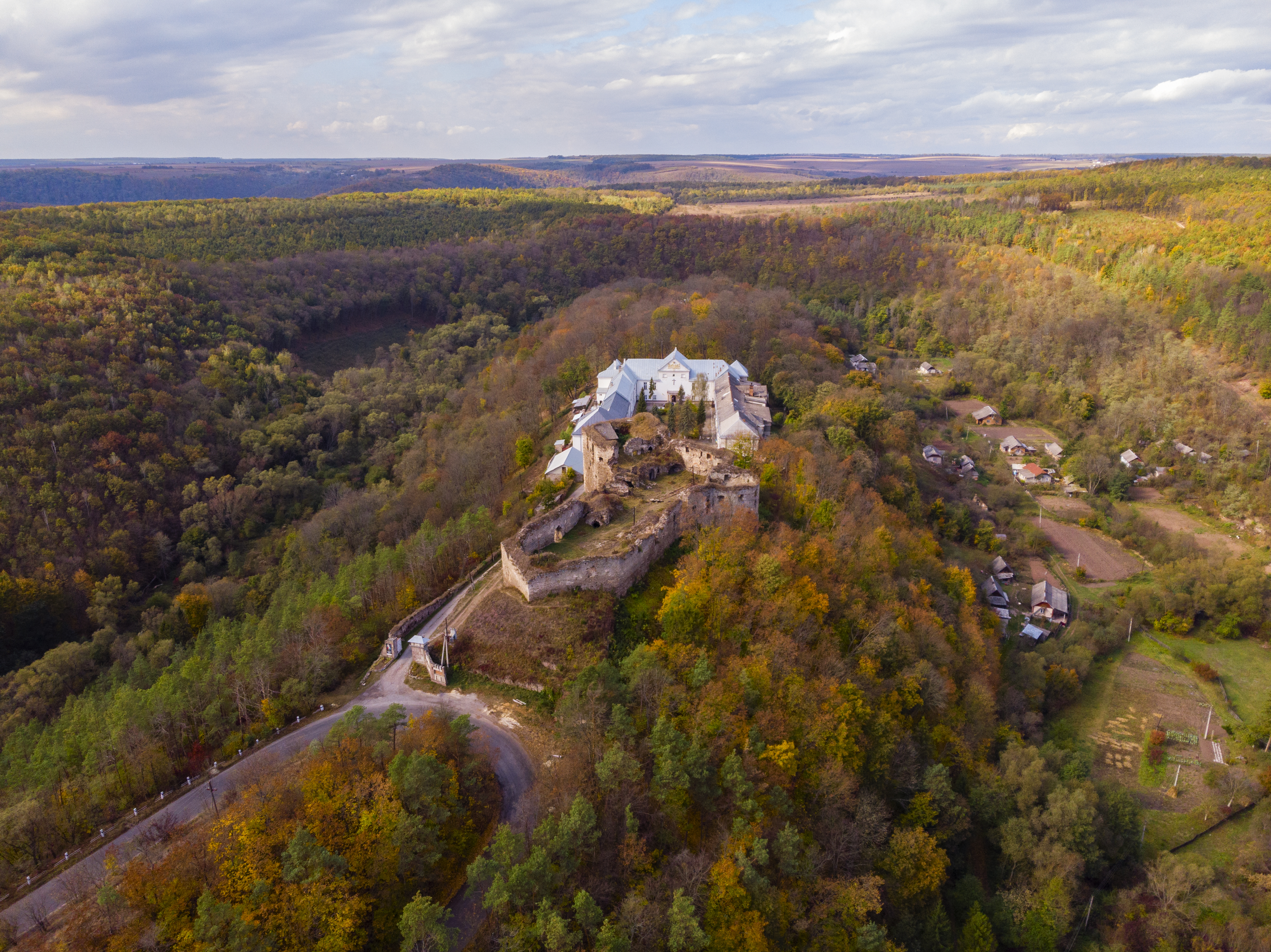
Вид на замок та палац з висоти пташиного польоту

Палац побудований як казематне зміцнення нижнього замку, фланковане двома кутовими бастіонами, в період 1644—1659 рр. Роботи з розширення замкових укріплень розпочав у 1640-х роках Александер Конєцпольський — син коронного гетьмана Станіслава, ворог гетьмана Богдана Хмельницького.
У 1747 році Язловець придбав краківський каштелян Станіслав Понятовський — батько майбутнього короля Станіслава Августа. Він не став відновлювати занедбаний верхній замок, зайнявся перебудовою нижнього замку, перетворивши його на палац, для чого використав камінь старої фортеці та нову цеглу, добудувавши двома бічними крилами, що увібрали в себе оборонні стіни нижнього замку. Резиденція перетворилася на П-подібний комплекс, який утворював двір-курдонер у бік замку. З іншого боку палацу знаходився парк, з яким двір сполучався за допомогою наскрізного напівциркульного аркового проїзду.
У другій половині XVIII століття Язловець поступово втрачає статус торговельного містечка. В 1863 році Христофор Блажовський передав палац монастирю Згромадження Сестер Непорочного Зачаття Пресвятої Діви Марії, який заснували у 1854 році в Римі Марцеліна Даровська, Геронім Кайсевич та Юзефа Карська. Засновницею монастиря у Язловці стала Марцеліна Даровська. Умови Блажовського були наступними: сестри щороку мали виховувати дівчину, яку запропонує родина. Згодом Марцеліна викупила палац і він став власністю кляштору. При монастирі відкрито школу для дівчат і безкоштовну школу для місцевих дітей.
Монастир проіснував до 1947 року і закритий радянською владою. У колишньому монастирі розмістили спочатку зоотехнікум, а потім — обласний пульмонологічний санаторій. Свою діяльність монастир відновив у 1990 році.
Нині в приміщеннях палацу розташовані Тернопільська обласна фтизіопульмонологічна лікарня реабілітації та жіночий монастир Згромадження Сестер Непорочного зачаття Пречистої Діви Марії. На другому поверсі палацу розміщується домовий костел і музей Блаженної Марцеліни Даровської.